# Arroz con ostiones
L'arroz con ostiones (riz aux huîtres) est une préparation de riz avec des mollusques (appelés Crassostrea). C'est un plat très populaire à San Fernando (Cadix).

## Histoire
À San Fernando, une friterie nommée El Deán, située dans la ville à côté de l'Iglesia Mayor et ouverte depuis plus de 200 ans, sert ce plat comme tapa.